# Le Quesne

Le Quesne este o comună în departamentul Somme, Franța. În 1 ianuarie 2022 avea o populație de 243 de locuitori.